# Exaereta ulmi
Exaereta ulmi är en fjärilsart som beskrevs av Ignaz Schiffermüller 1775. Exaereta ulmi ingår i släktet Exaereta och familjen tandspinnare. Inga underarter finns listade i Catalogue of Life.